# 美國國家民俗中心

美國國家民俗中心

美國國家民俗中心位於華盛頓哥倫比亞特區的國會圖書館，由美國國會在1976年創立以「保存與傳承美國的民俗文化」(公法 94-201  （页面存档备份，存于）)。該中心包含了於1928年設置的民俗文化檔案館作為美國民間音樂的陳列室。該中心和其收藏已成長到包含了全球各方面的民俗學與民俗文化。
20世紀已被稱為史實記錄的時代。民俗學者和其他人種誌學者利用從湯瑪斯·愛廸生1877年發明的留聲機（留聲機圓筒）到最新的CD或digital audio設備等每一種成功的科技去記錄全球各地許多地區、族群和文化群體的聲音及音樂。這類記錄的大部分已被聚集和保存在該中心的民俗文化檔案室內，促成該檔案室成立者的領導人羅伯特·溫斯洛·戈登稱其為「一項有著許多工作者參與的國家計畫」。今天該中心致力於數位儲存、網路存取與檔案管理上。
該中心的收藏包含了美洲原住民的歌舞、古英語的民謠、用喬治亞海群島的古拉方言講述的「布盧兔」故事、在其心中仍鮮明的關於前奴隸的故事、在全世界音樂會舞台上被聆聽的阿巴拉契亞的小提琴旋律、在洛厄爾舉行的柬埔寨式婚禮、在普韋布洛的聖若瑟瞻禮菜餚傳統、在第二次世界大戰前峇里島甘美蘭的短暫記錄、來自美國每一州眾多社區的第一手全美牛仔、農夫、漁夫、煤炭礦工、商店店員、工廠勞工、有前科者、職業和業餘音樂家以及家庭主婦的生活記錄，此外還有各種國際性收藏。
圖片、聲音、書面記述和更多文化史實記錄的物品都可供研究者在民俗文化檔案室使用。該中心花了數年從「眾多工作者」那裡收集超過4000件收藏品，使美國傳統生活來自世界許多地區的公眾文化生活具體呈現。在檔案室裡的收藏包含了來自全部50州、美國託管地、未正式成為州的地區和華盛頓哥倫比亞特區的資料。該中心的文化調查、設備外借計畫、出版品和其他計畫為大部分的領域所運用。目前該中心的指揮者是佩吉·柏爾格。

## 外部連結
- 美國國家民俗中心 （页面存档备份，存于）